# Black City Parade
Black City Parade è il dodicesimo album discografico in studio del gruppo musicale francese Indochine, pubblicato nel febbraio 2013.

## Tracce
1. Black Ouverture 	0:51
2. Black City Parade 	5:34
3. College Boy 	4:47
4. Memoria 	7:14
5. Le Fond De L'Air Est Rouge 	4:54
6. Wuppertal 	6:48
7. Le Messie 	5:08
8. Belfast 	6:05
9. Traffic Girl 	5:20
10. Thea Sonata 	5:02
11. Anyway 	4:04
12. Nous Demain 	5:56
13. Kill Nico 	5:53
14. Europane Ou Le Dernier Bal 	4:34